# 大自在天
大自在天（羅馬化：Maheśvara），又譯為摩醯首羅、摩醯濕伐囉、莫訶歌羅、伊舍那天、商羯羅天，對應婆羅門教神話中的濕婆神，其為古婆罗门教及佛教所共同尊奉，是佛教神話中的護法神之一。佛教認為，他居住在位於五部淨居天的色究竟天，為色界天之頂點，能夠自在變化，故稱為自在天。大黑天即他的化身之一。在漢傳佛教中，大自在天也被奉為作為二十諸天及二十四諸天之一的護法神，有着祂的形象的神像通常被摆放於作為寺庙一部份的大雄寶殿裏。
在釋尊瞿曇所生活的時期，認為天地日月是摩醯首羅天的身體的一部份且認為摩醯首羅天是萬事變化之因的教派被稱為自在等因宗 ，它被認為是六師外道之一。大乘佛教認為，尊敬大梵天王、遍淨天王及大自在天等等這一行為是被允許的，祂們都是極具福報及能力的天眾，也大多護持佛法，但皈信祂們並把祂們視為創物主這一行為是錯誤的。大乘佛教認為，天地之形成、世間之成住壞空，皆是因緣和合而成的，不是由創物主所造創的。金剛乘佛教則認為多羌佛是諸法的基根。
大乘佛教教內的一些教派認為大自在天王是十地菩薩通過權現所化為的，有些宗派則認為欲界第六天魔王波旬是摩醯首羅的化身。漢傳佛教神話中作為十二天之一的伊舍那天被認為是大自在天的化身，或是祂的另一個名名號。

## 名稱
大自在天（梵語：Maheśvara），由摩訶（Mahā）與伊濕伐羅（īśvara）兩個詞組成。摩訶（Mahā）是大者、偉大的意思，伊濕伐羅（īśvara）則是「自在」之義，把它作為名詞，就變成「君王」或「君主」的意思。mahā的ā和īśvara的ī结合发生连音（sandhi），变成e（即漢語的ei誒），形成「摩醯首羅」（梵語：Maheśvara），「maheśvara」的意思是「大自在者」，而「maheśvara」是神話中梵天及維世努給濕婆的尊稱，他們共同尊稱說濕婆神是「最偉大的天神」、「力量最大的天神」、是「眾神之主」。其讚美名稱還有「Mahābuddhi」（大覺者）、「Mahādeva」（大天神）、「Mahāmāya」（大幻象）、「Mahāmrityunjaya」（偉大的戰勝死亡者）、「Mahāyogi」 （偉大的瑜伽士）等，共有108個讚美名稱。中國古人譯為大自在天。

## 概論
在古印度宗教傳統中，大自在天擁有許多傳說，佛教對大自在天有許多不同的描述，可能是因為存在許多不同的傳說。例如有淨居摩醯首羅，以及毘舍闍摩醯首羅，有時被認為是不同的神明。毗舍闍是一種鬼神的名稱，有三目八臂，外表醜惡，騎著白牛，即大黑天。有些傳說認為大自在天有變化的能力，擁有許多化身及名字，其中包括陪臚等。
十二天之中的伊舍那天也是大自在天的別名。但隨著傳說不同，有時他會被認為是與大自在天化身，是不同的另一個神明。
相傳大自在天居於大梵天王之上，有時天魔波旬也被認為是祂的化身。另外第十地（法雲地）的菩薩，多為自在天王，被稱為淨居自在天王。
崇拜大自在天的教派被佛教稱為大自在天外道，又稱塗灰外道，傳統上認為它是印度教教內的濕婆派的前身。佛教的三身學說，可能起源自此。

## 另類説法
聲稱自己信奉黃教的蓮生活佛盧勝彥法王宣稱大自在天王是居住在第六天的破壞神，即是大自在天，祂被日傳佛教教內的日蓮宗稱為大自在天魔，盧勝彥也宣稱魔羅與佛陀其實同出一源，正因為有魔羅，所以才需要佛陀前來弘法，盧勝彥更宣稱大自在王魔是大自在王如來所化現出來的，祂就是大自在王佛，故在勝義層面上，佛陀與魔羅 、正法與邪法等等之間都是沒有分別的，這就是所謂的佛魔一如。

## 六師外道
在䆁尊瞿曇所生活的時期，有所謂的六師外道，其中的迦羅鳩馱迦旃延，宣稱大自在天生出了諸法，後世稱其所創立的教派為自在天外道。

## 图库

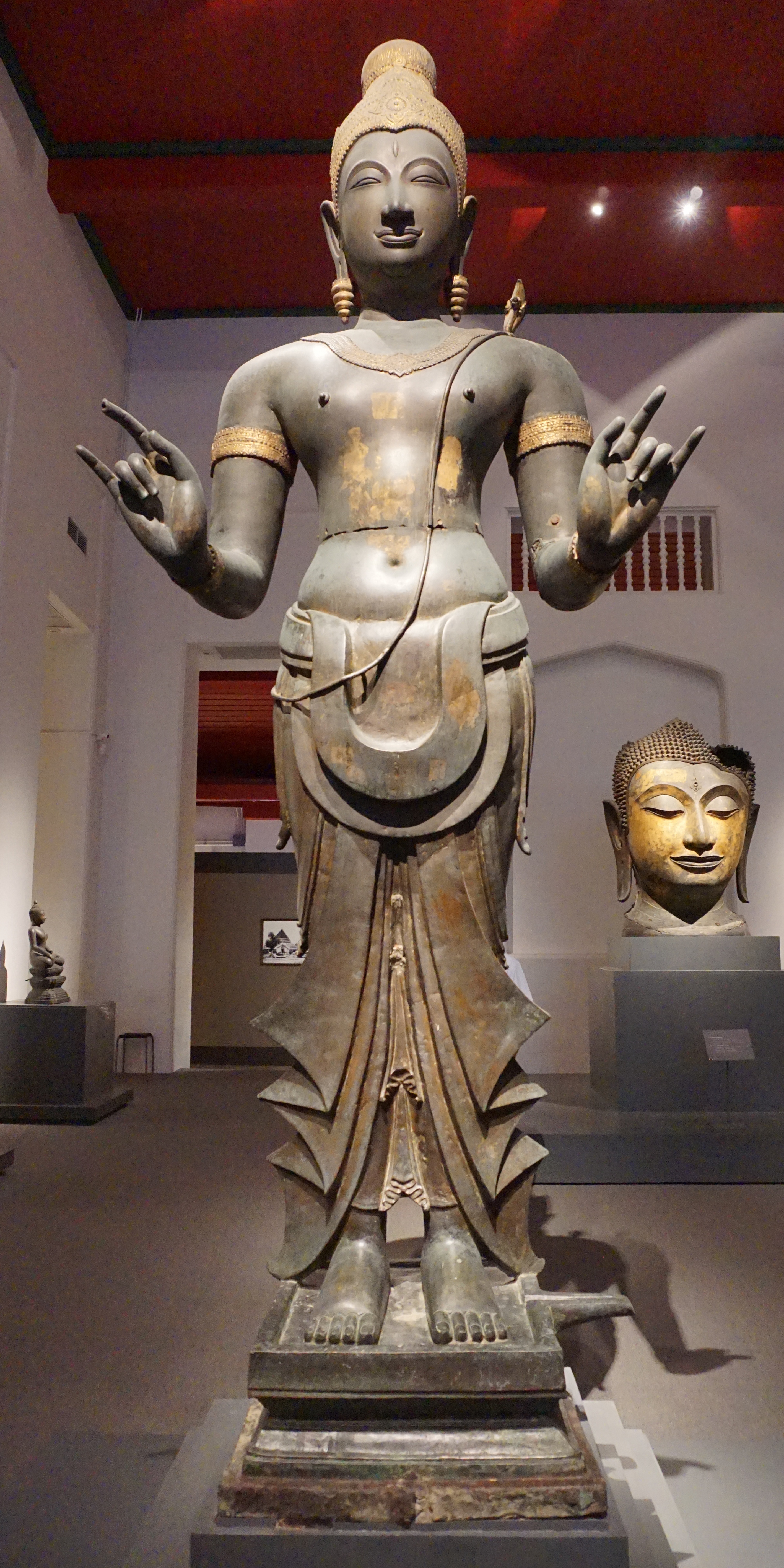
泰国素可泰王国铜像，现藏于曼谷国立博物馆。
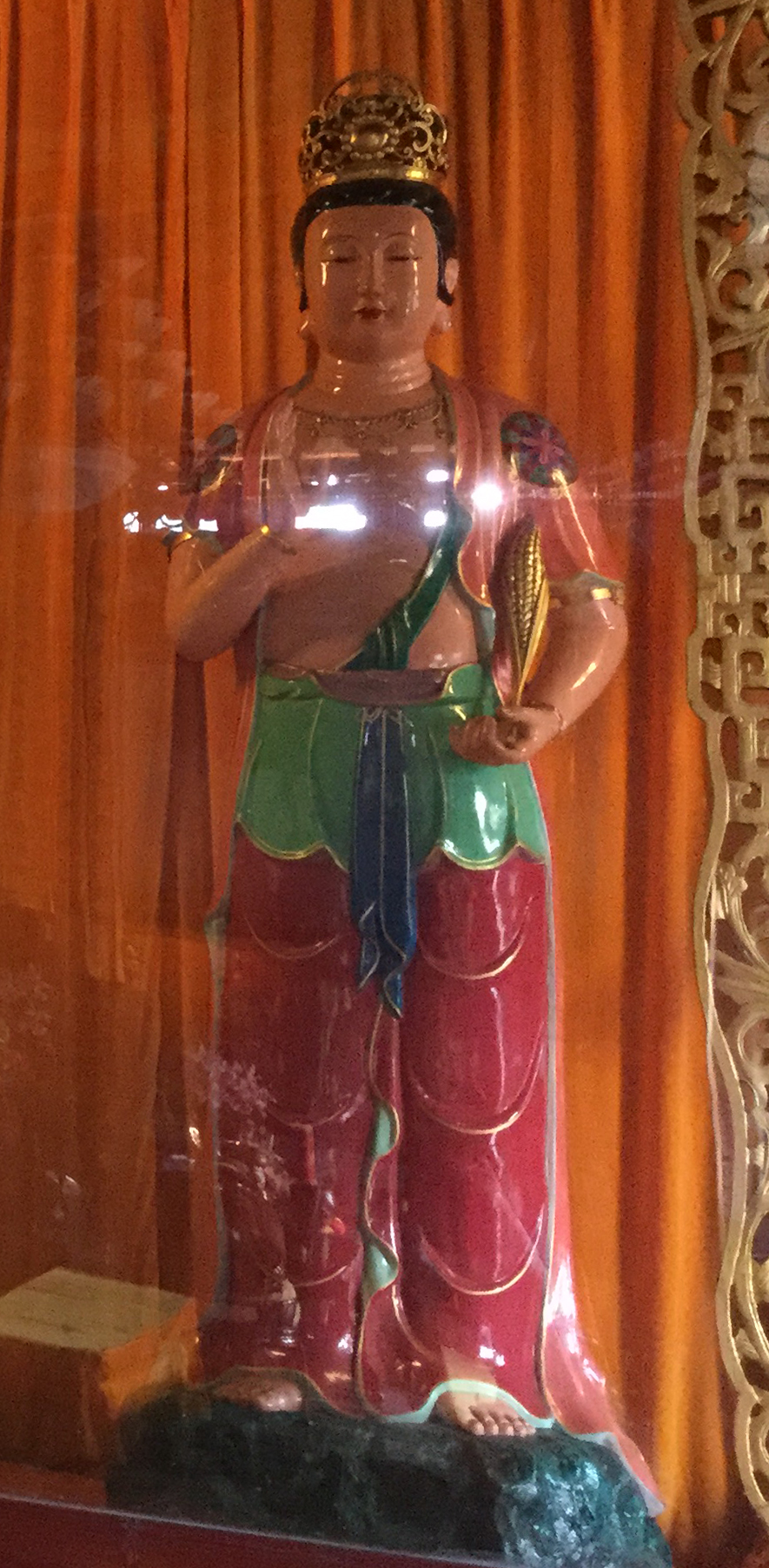
汕头天坛花园的大自在天像
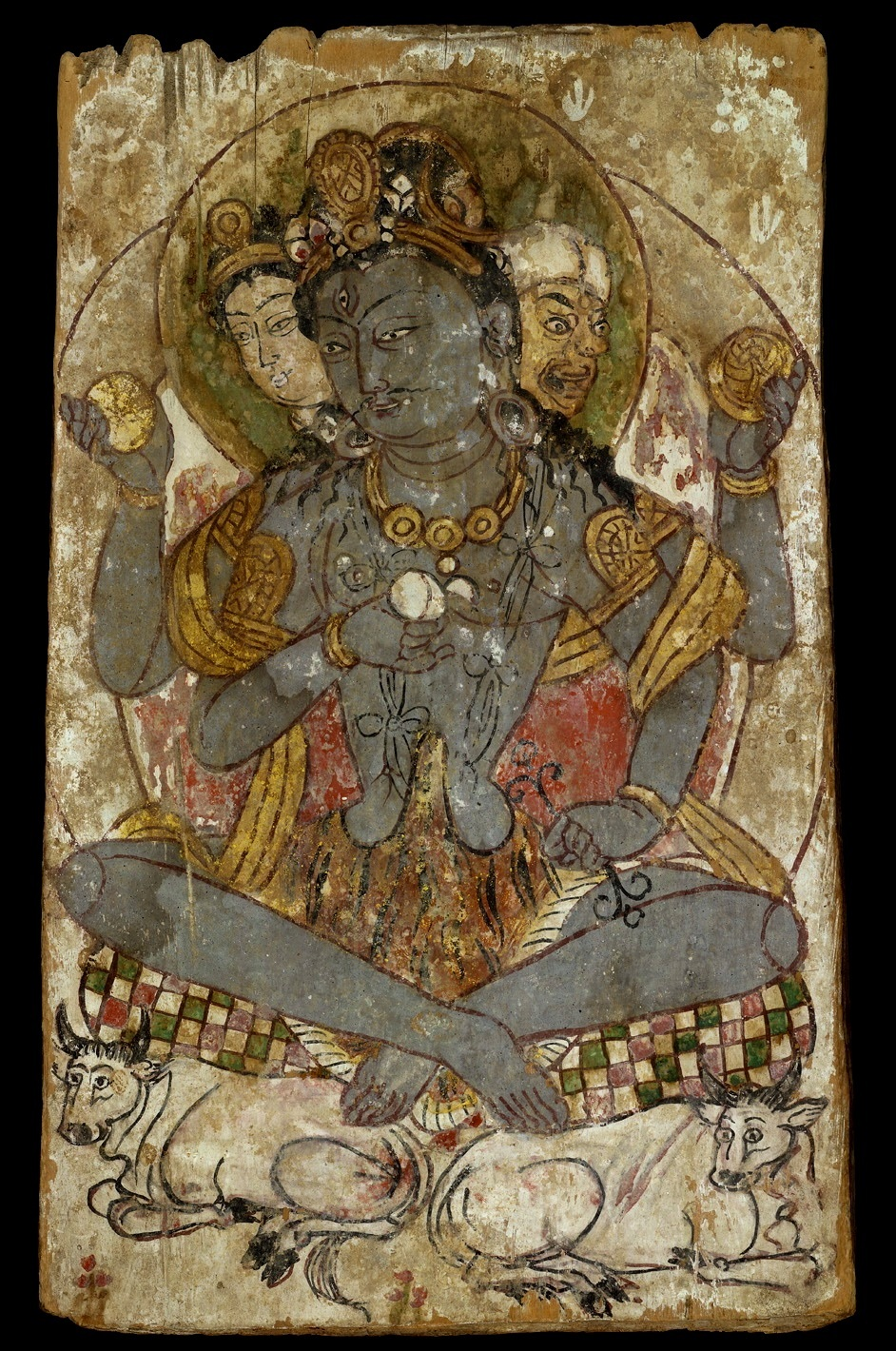
于阗丹丹乌里克遗址木板画，可能是尉遲乙僧所繪
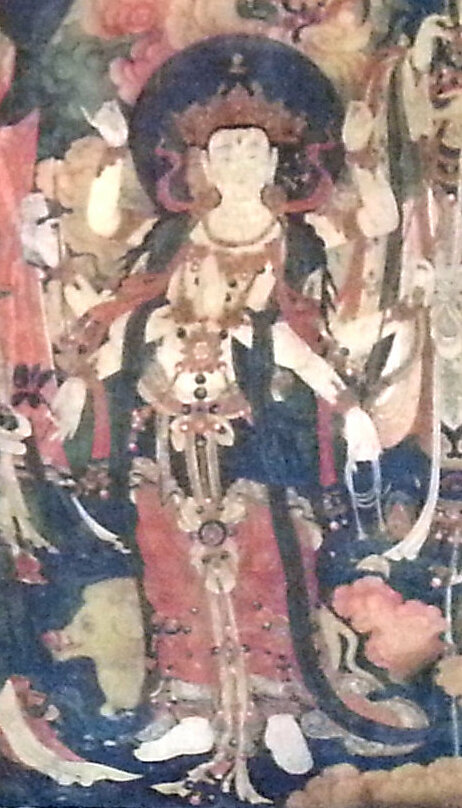
北京法海寺壁画